# Alvah Meyer
Alvah T. Meyer (New York, 18 luglio 1888 – Tucson, 19 dicembre 1939) è stato un velocista statunitense.
Partecipò ai Giochi olimpici di Stoccolma 1912: nei 100 metri piani vinse la medaglia d'argento con il tempo di 10"9, alle spalle, con un decimo di differenza, del connazionale Ralph Craig, ma nella semifinale ottenne il tempo di 10"7, suo primato personale assoluto; nei 200 metri piani non riuscì a raggiungere la finale.

## Palmarès
| Anno | Manifestazione  | Sede      | Evento    | Risultato     | Prestazione | Note |
| ---- | --------------- | --------- | --------- | ------------- | ----------- | ---- |
| 1912 | Giochi olimpici | Stoccolma | 100 metri | Argento       | 10"9        |      |
| 1912 | Giochi olimpici | Stoccolma | 200 metri | elim. qualif. | n/d         |      |